# Enligt lag
Enligt lag (ryska: По закону) är en sovjetisk stumfilm från 1926 av Lev Kulesjov, baserad på Jack Londons berättelse "Det oförutsedda".

## Handling
Som ett resultat av en kombination av omständigheter befinner sig mördaren och Nelson-makarna i ett litet hus, som blir hans vakter, domare och bödlar.

## Rollista
- Vladimir Fogel – Michael Dennin, irländare
- Sergej Komarov – Hans Nelson, svensk och styrelseordförande
- Aleksandra Chochlova – Edith, hans engelska fru
- Porfirij Podobed – Dutchy, aktieägare
- Pjotr Galadzjev – Harkey, aktieägare